# 2 cm FlaK 38
2 cm Fliegerabwehrkanone 38 – niemieckie holowane, automatyczne działo przeciwlotnicze kalibru 20 mm. Armata 2 cm Flak 38 powstała w zakładach Mauser poprzez przekonstruowanie starszej armaty 2 cm Flak 30. Konstruktorom udało się zwiększyć szybkostrzelność teoretyczną z 280 do 420 strz/min., a także poprawić niezawodność działa. Dalsze zwiększanie szybkostrzelności było niemożliwe, ponieważ armaty 2 cm Flak 30 i 2 cm Flak 38 były zasilane z 20 nabojowych magazynków pudełkowych. Armata 2 cm Flak 38 znalazła się na uzbrojeniu wojsk niemieckich pod koniec 1940 roku.
Działania bojowe wykazały, że zwiększenie szybkostrzelności zwiększyło skuteczność działek kalibru 20 mm, ale nadal była ona niezbyt wysoka. Pociski kalibru 20 mm zawierały zbyt mało materiału wybuchowego, aby pojedyncze trafienia były w stanie poważnie uszkodzić samolot. Za konieczne uznano więc dalsze zwiększanie szybkostrzelności. Osiągnięto to poprzez budowę poczwórnie sprzężonej armaty 2 cm Flakvierling 38.
2 cm Flak 38, poza wersją holowaną, był używany także jako uzbrojenie dział samobieżnych Flakpanzer I i Flakpanzer 38(t). Stał się także podstawą do budowy przeznaczonego dla piechoty górskiej działa przeciwlotniczego 2 cm Geb.Fla.K.38.
Armata 2 cm Flak 38 była bronią automatyczną zasilaną nabojem zespolonym 20 × 139 mm.  Łoże kołowe, do strzelania osadzane na trzech podnośnikach śrubowych. 